# دیوید لی مورفی
دیوید لی مورفی (انگلیسی: David Lee Murphy؛ زادهٔ ۷ ژانویهٔ ۱۹۵۹) یک موسیقی‌دان اهل ایالات متحده آمریکا است. وی از سال ۱۹۸۳ میلادی تاکنون مشغول فعالیت بوده‌است. 